# Cizanye (vattendrag i Mwaro)
Cizanye är ett vattendrag i Burundi.   Det ligger i provinsen Mwaro, i den centrala delen av landet, 40 kilometer öster om huvudstaden Bujumbura.
Omgivningarna runt Cizanye är en mosaik av jordbruksmark och naturlig växtlighet. Runt Cizanye är det tätbefolkat, med 356 invånare per kvadratkilometer.